# Hôtel de ville de Hong Kong
L'hôtel de ville de Hong Kong (香港大會堂) est un complexe de bâtiments situé à Edinburgh Place dans le quartier de Central.
Puisque Hong Kong est une « région administrative spéciale » et non une ville chinoise normale, il n'y a ni maire ni conseil municipal. Par conséquent, l'hôtel du ville n'abrite pas les bureaux d'un gouvernement municipal, contrairement à la plupart des mairies dans le monde. Il s'agit plutôt d'un complexe offrant des services municipaux, notamment des salles de spectacle et des bibliothèques.
L'hôtel de ville est gérée par le département des loisirs et des services culturels du gouvernement de Hong Kong. Le conseil urbain gérait le complexe (par l'intermédiaire du département des services urbains (en)) et y tenait ses réunions avant sa dissolution en décembre 1999. Il servait alors de conseil municipal pour l'île de Hong Kong et Kowloon (y compris New Kowloon) et avait sa salle de réunion dans le bloc inférieur de l'hôtel de ville.

## Première génération
Le premier hôtel de ville de Hong Kong, qui existe de 1869 à 1933, occupait les emplacements actuels du siège social de HSBC (en partie) et du bâtiment de la Banque de Chine. Il est conçu par l'architecte français Achille-Antoine Hermitte (en) et inauguré par le prince Alfred, duc d'Édimbourg lors d'une cérémonie le 28 juin 1869. Le site actuel du siège de HSBC à Hong Kong était occupé en partie par l'ancien hôtel de ville, et en partie par les première et deuxième générations du bâtiment de HSBC.

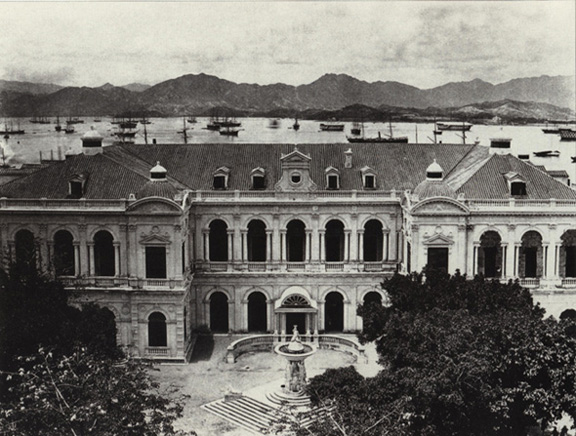
L'hôtel de ville de 1869, côté sud, avec la fontaine de Dent au milieu.
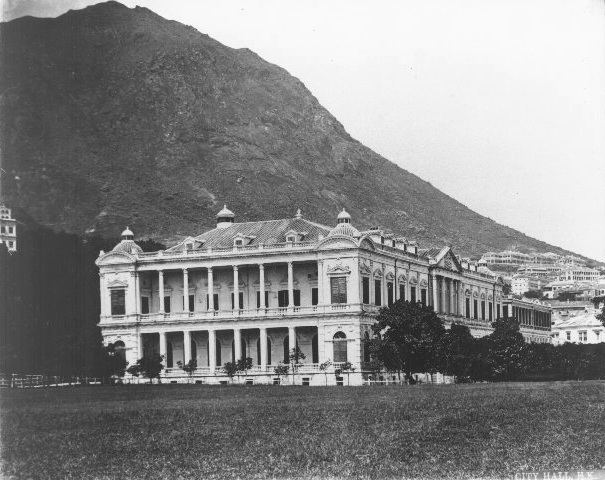

## Deuxième génération
Le deuxième et actuel complexe de l'hôtel de ville est construit à la fin des années 1950 sur un terrain de 10 000 m2 nouvellement gagné sur la mer à environ 200 mètres du bâtiment de la première génération.
La cérémonie de pose de la première pierre a lieu le 25 février 1960 en présence de Robert Brown Black (en), le gouverneur de Hong Kong de l'époque, qui préside également la cérémonie d'inauguration officielle le 2 mars 1962. L'hôtel de ville est placé sous la responsabilité du conseil urbain. Il est classé comme bâtiment historique de rang I en 2009.

### Conception
Il est conçu entre 1956 et 1958 par les architectes britanniques Ron Phillips et Alan Fitch,. Avec ses lignes épurées et ses formes géométriques austères, le nouveau hôtel de ville est un exemple du style international à la mode à l'époque. La structure est construite en acier et en béton, et une grande partie de l'équipement est en acier, en verre et en aluminium anodisé .
Les deux blocs et jardins séparés sont disposés comme un tout cohérent, le long d'un axe central. L'entrée du bloc inférieur (salle d'exposition) de l'hôtel de ville forme un axe avec la jetée de la reine (en) pour impressionner les dignitaires en visite. Sur la façade du bloc inférieur se trouvaient autrefois les anciennes armoiries de Hong Kong, qui ont été retirées avant la rétrocession de la ville à la Chine en 1997. Une considération majeure était de juxtaposer l'agitation de la ville tout en maximisant l'accès du public aux environs. Ainsi, les espaces publics démesurés des jardins du Mémorial et de la place en face sont conçus comme une extension naturelle pour promouvoir la « liberté de mouvement et un sentiment d'espace illimité ».

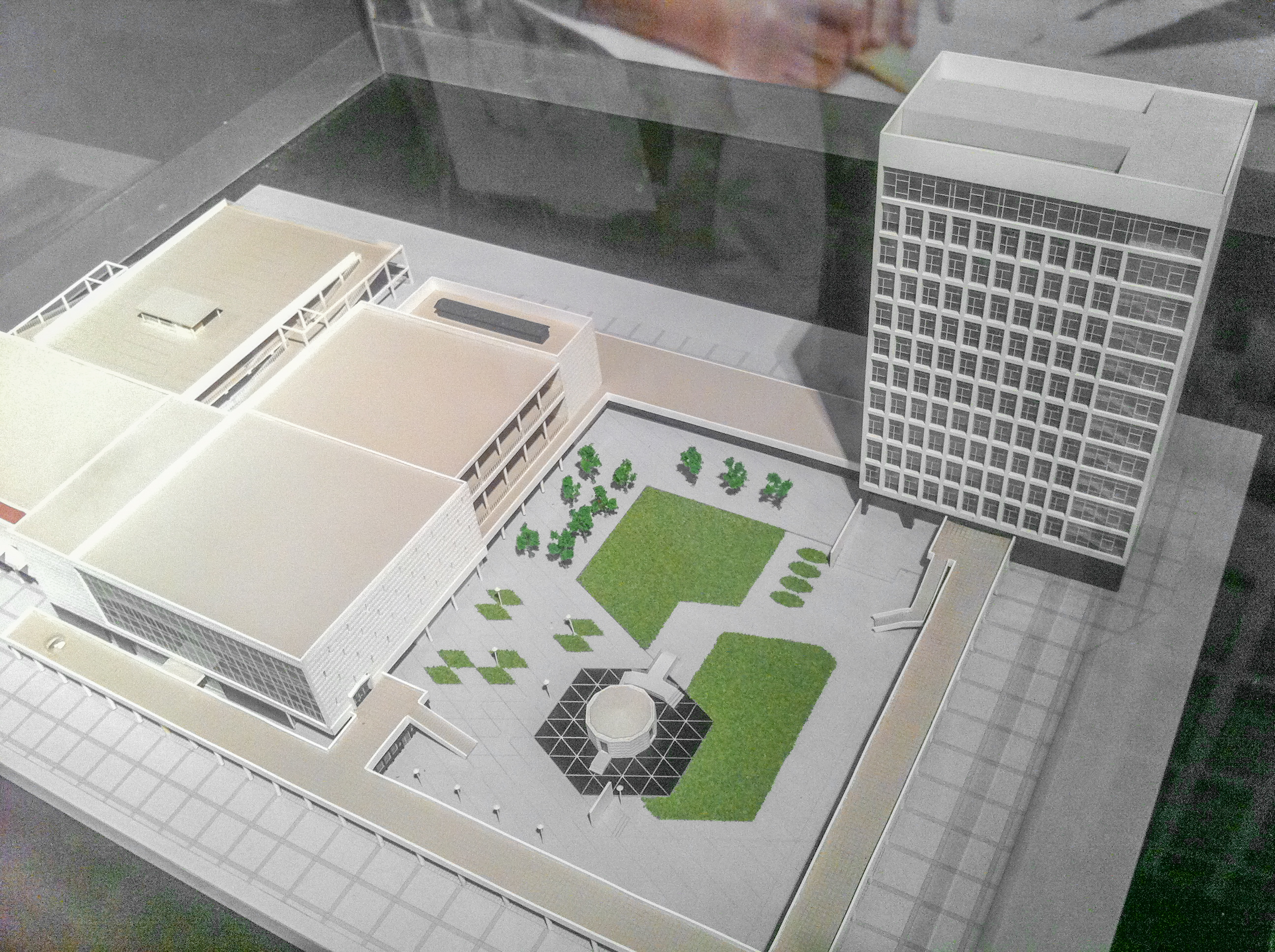
Maquette de l'hôtel de ville, avec le bloc supérieur, le bloc inférieur et les jardins en août 2013.
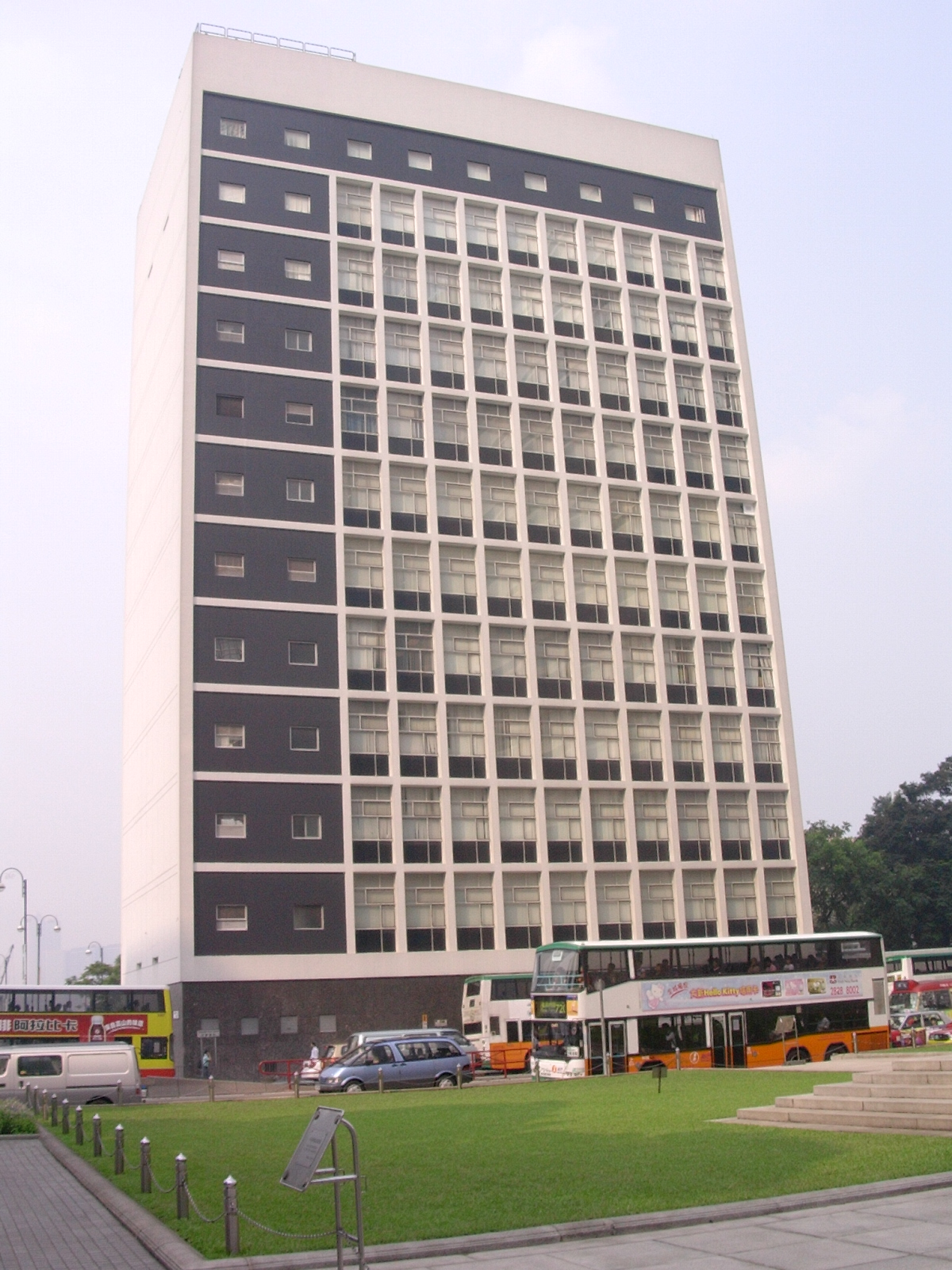
Façade sud du bloc supérieur de l'hôtel de ville, depuis Statue Square en septembre 2004, avant sa rénovation.
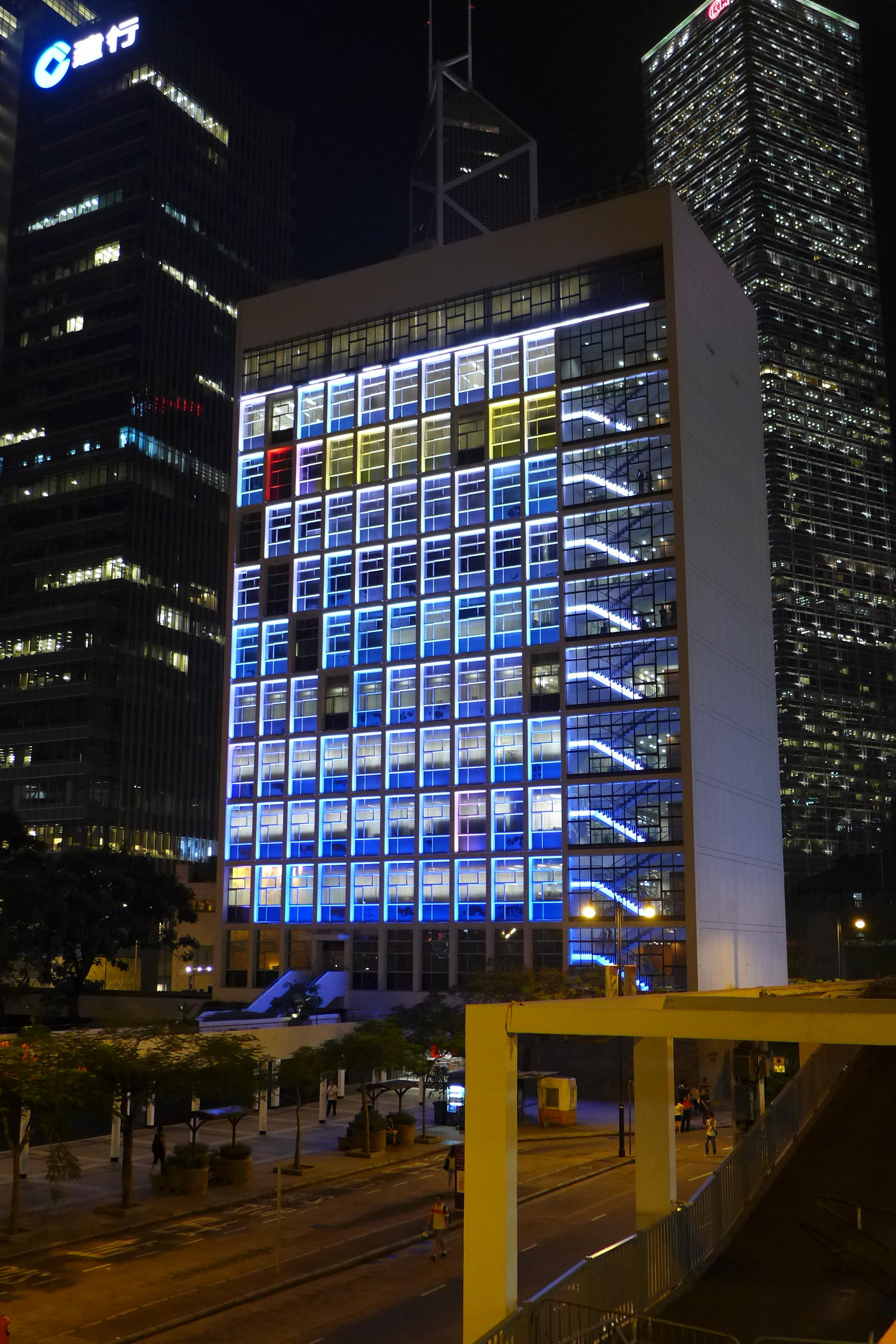
Le bloc supérieur de nuit en 2014.
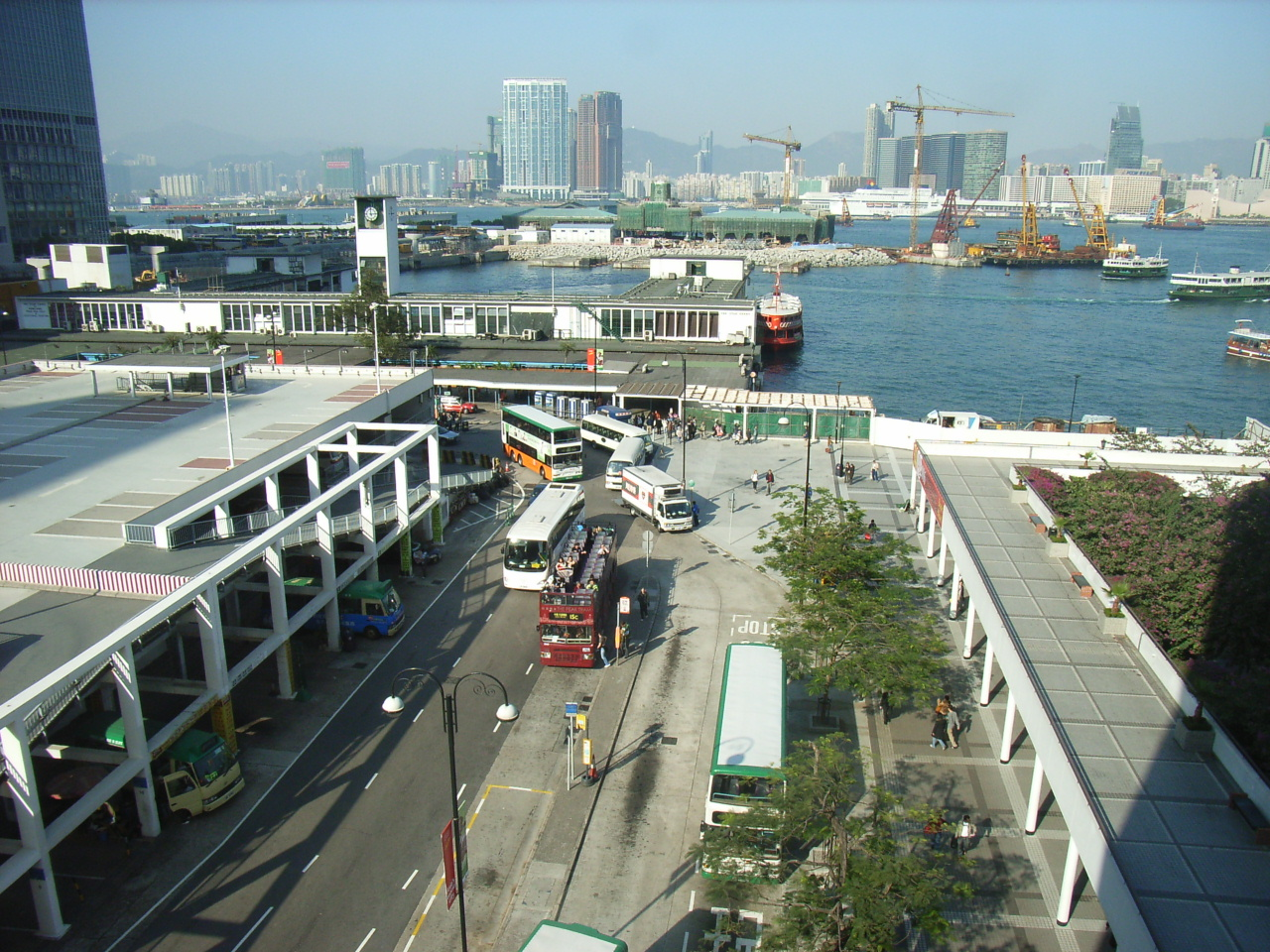
Vue sur la mer depuis le bloc supérieur en décembre 2005 avec l'embarcadère de ferries d'Edinburgh Place (en).
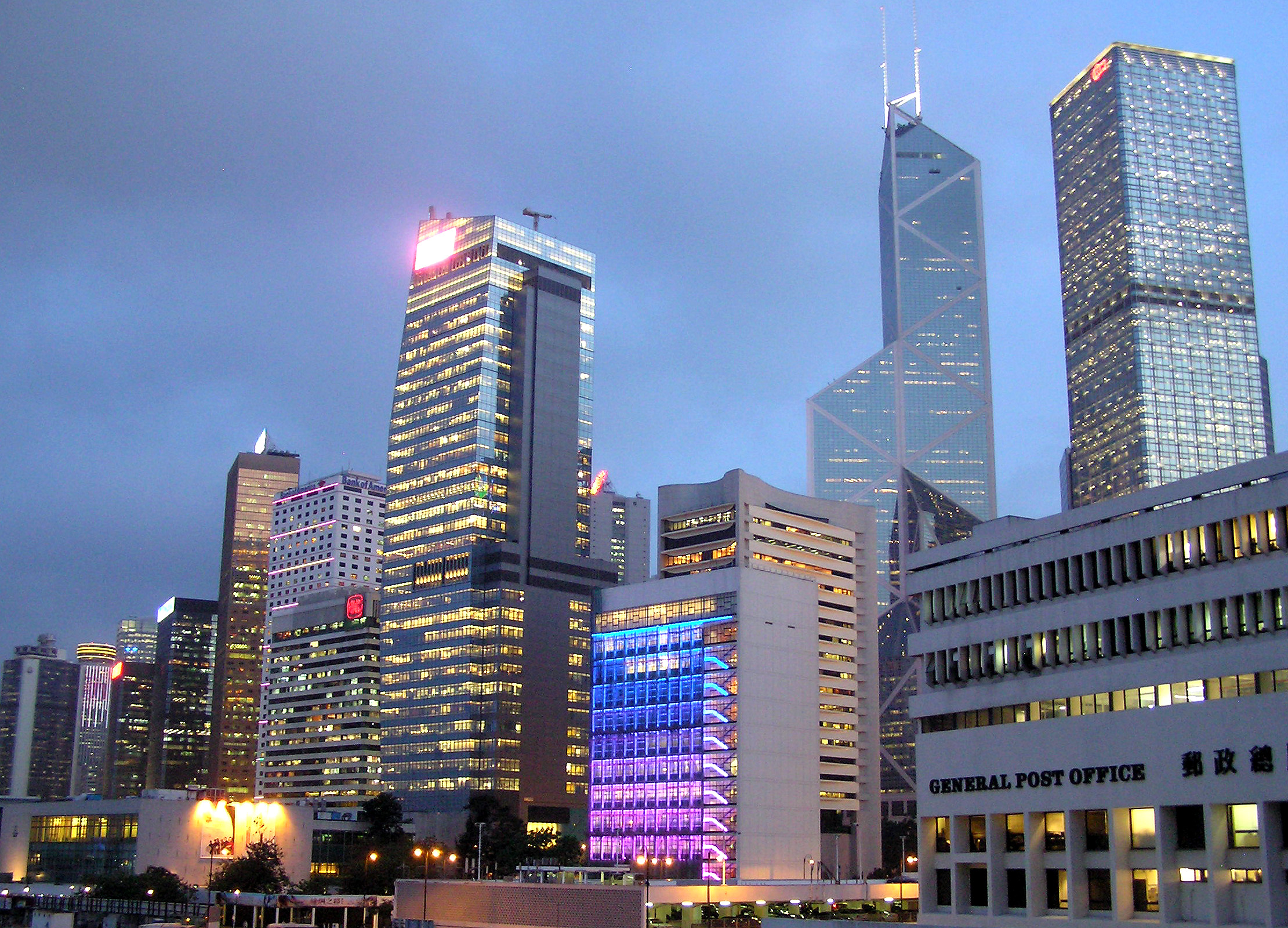
Le complexe et ses abords en mai 2010.
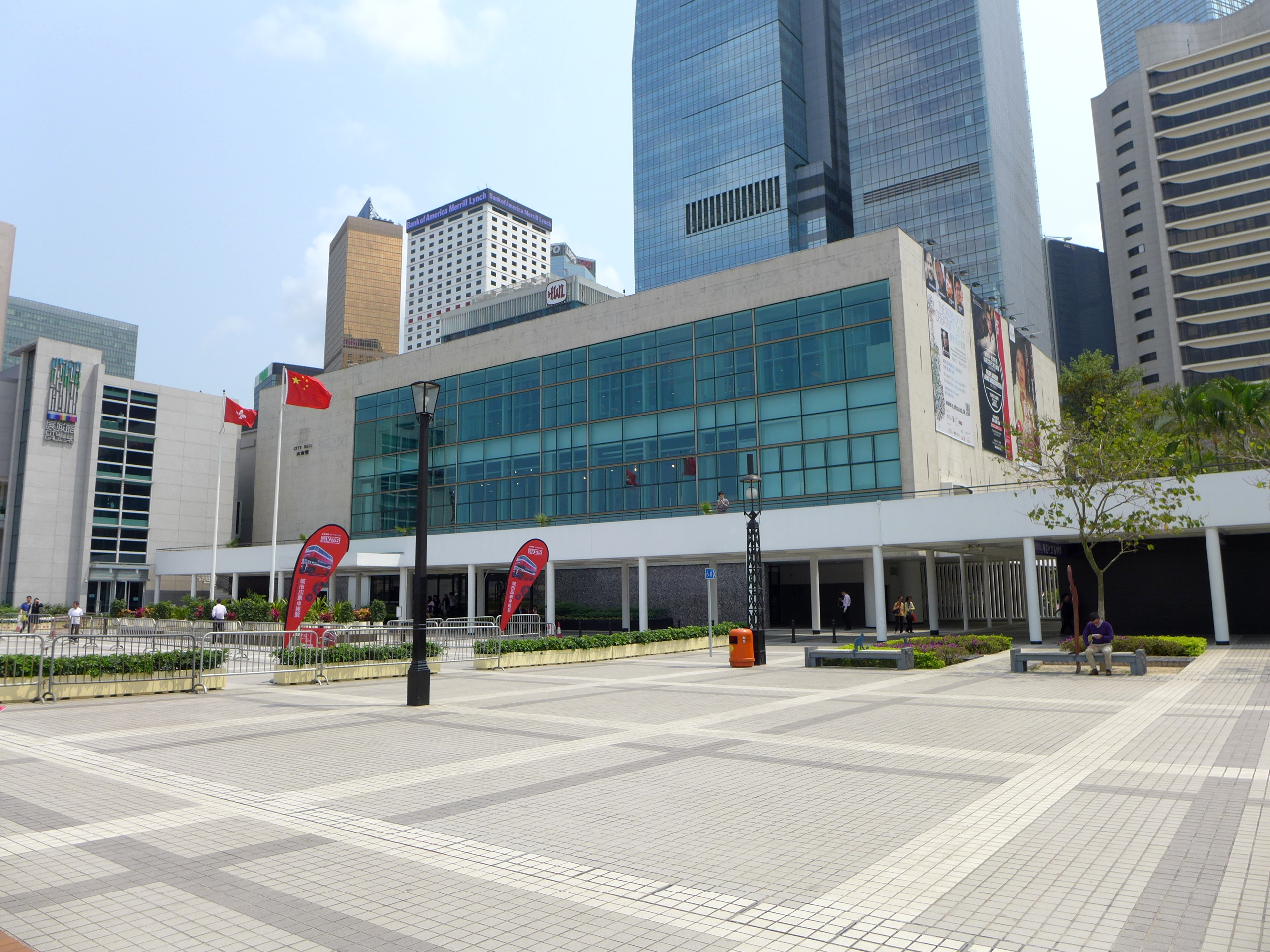
Bloc inférieur en avril 2014.

### Fonction
La fonction civique la plus importante exécutée par l'hôtel de ville est de servir de lieu de cérémonie pour la prestation de serment des nouveaux gouverneurs après leur investiture :  les gouverneurs du 24e au 28e ont tous prêté serment là-bas.
La salle de concert et le théâtre de l'hôtel de ville sont un foyer important pour les arts de la scène à Hong Kong depuis son inauguration. Un certain nombre d'événements culturels, comme le festival des arts de Hong Kong (en) en 1973, le festival des Arts Asiatiques en 1976, le festival international du film de Hong Kong en 1977, et le carnaval international des arts en 1982 y ont été accueillis. L'ancienne salle de conférence du conseil urbain se trouve également dans le bloc inférieur de l'hôtel de Ville.
Le bloc supérieur abritait autrefois la principale bibliothèque publique, jusqu'à l'ouverture d'une nouvelle bibliothèque centrale (en) en 2001, la galerie d'art de Hong Kong (devenue le musée d'art de Hong Kong en 1969) y a vu le jour aux dixième et onzième étages. Le musée d'histoire de Hong Kong a déménagé en 1975 et le musée d'art de Hong Kong a également quitté l'hôtel de ville en 1991.
Le jardin du Mémorial, situé dans le quadrant nord-ouest entre les blocs supérieur et inférieur, est un jardin fermé (en) dans lequel un sanctuaire commémoratif à 12 côtés commémore les soldats et les citoyens morts pour la défense de Hong Kong pendant la Seconde Guerre mondiale. C'est un endroit populaire et un cadre obligatoire pour les photographies de couples qui célèbrent leur mariage à la mairie. Dans le sanctuaire commémoratif sont intégrés un tableau d'honneur et des plaques commémoratives aux unités de combat ayant combattu à Hong Kong pendant la guerre. Sur ses murs figurent huit caractères chinois évoquant l'esprit éternel des braves et des morts. Les portes d'entrée du jardin commémoratif de l'hôtel de ville portent les emblèmes régimentaires du corps de défense des volontaires de Hong Kong et du régiment royal de Hong Kong (en).
Le complexe comprend également un parking de trois étages, avec 171 places de parking,, qui est également conçu par les architectes Ron Phillips et Alan Fitch.

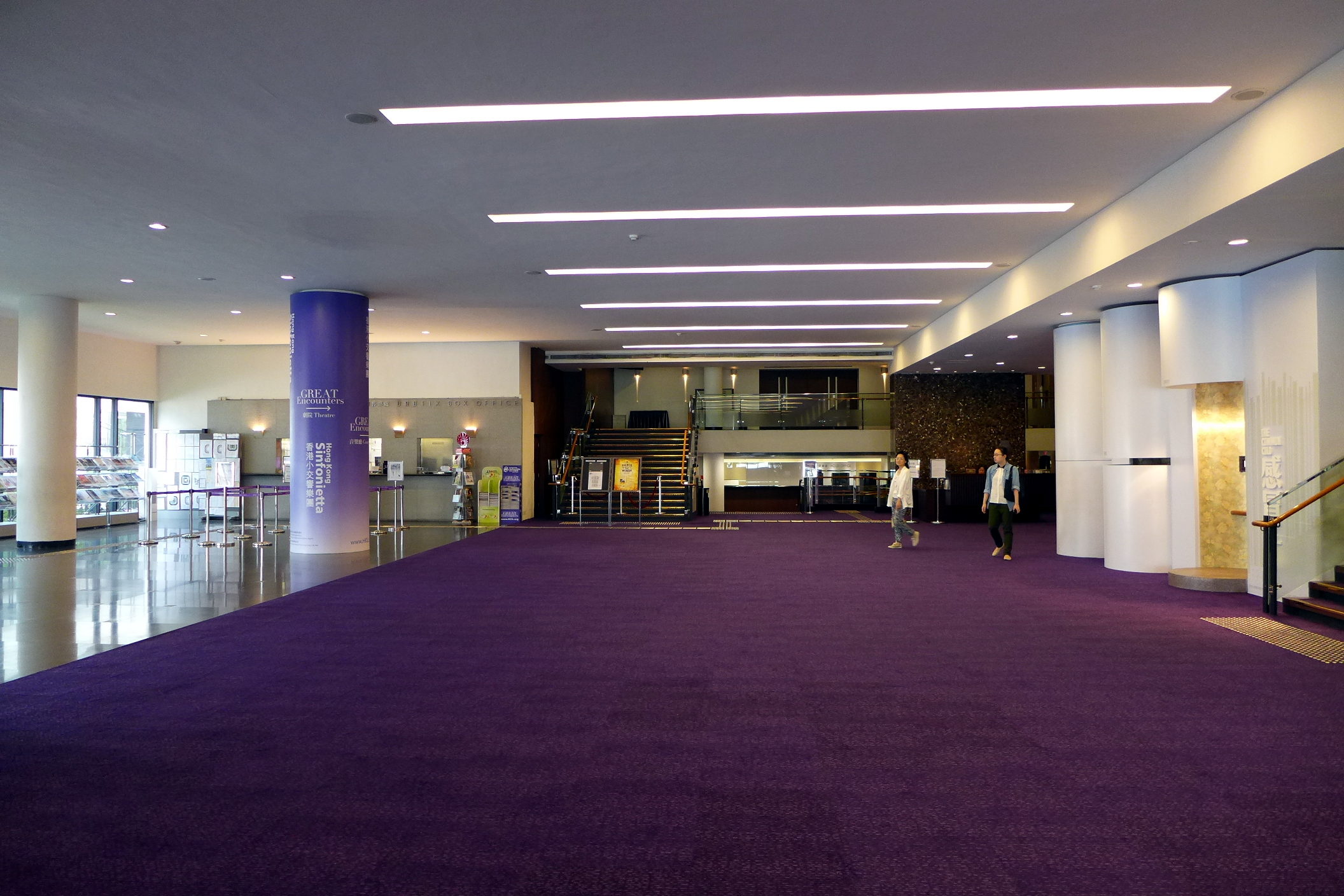
Lobby du bloc inférieur en novembre 2014.
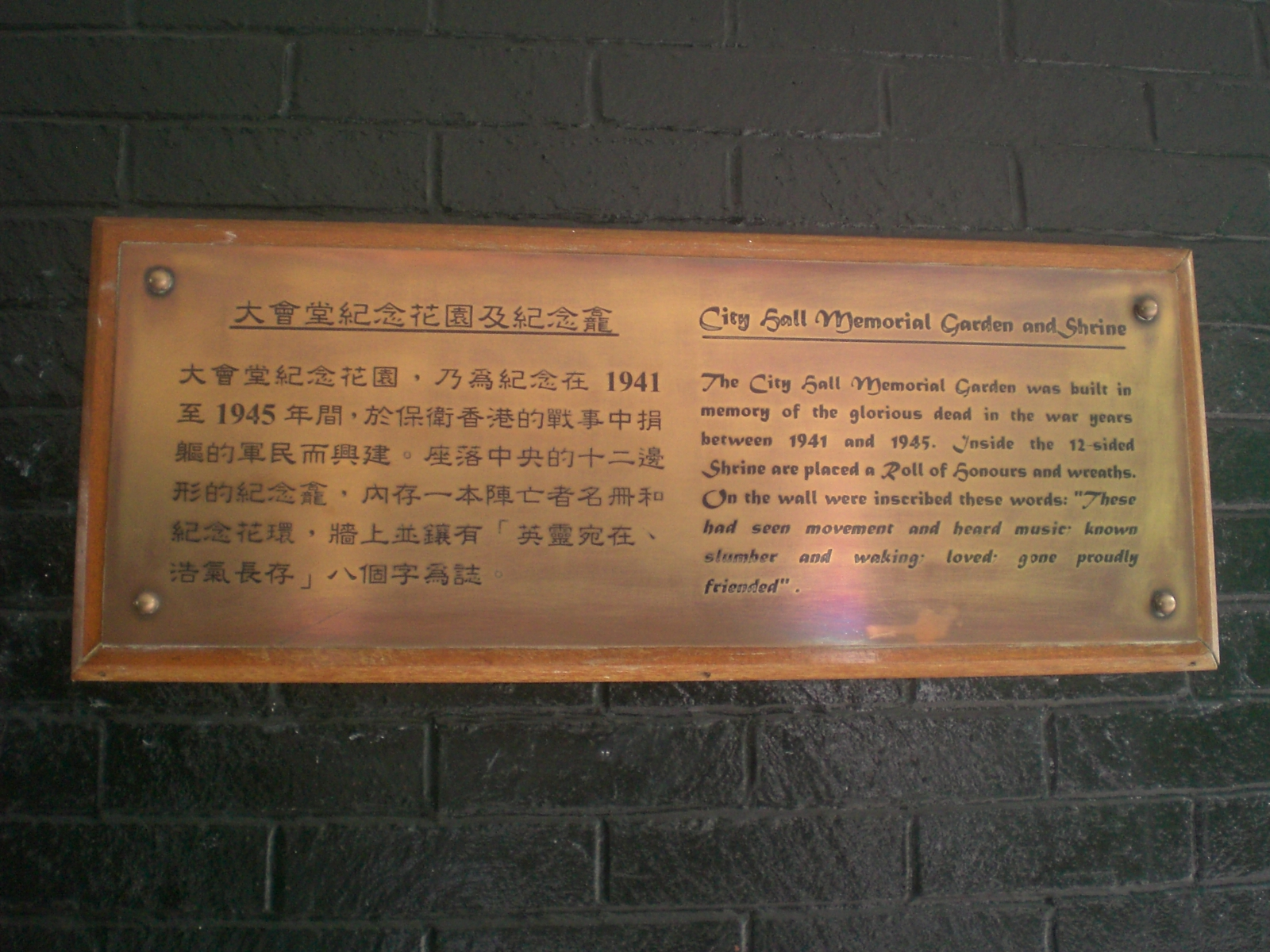
Plaque commémorative dédiée à tous ceux qui ont défendu Hong Kong entre 1941 et 1945.
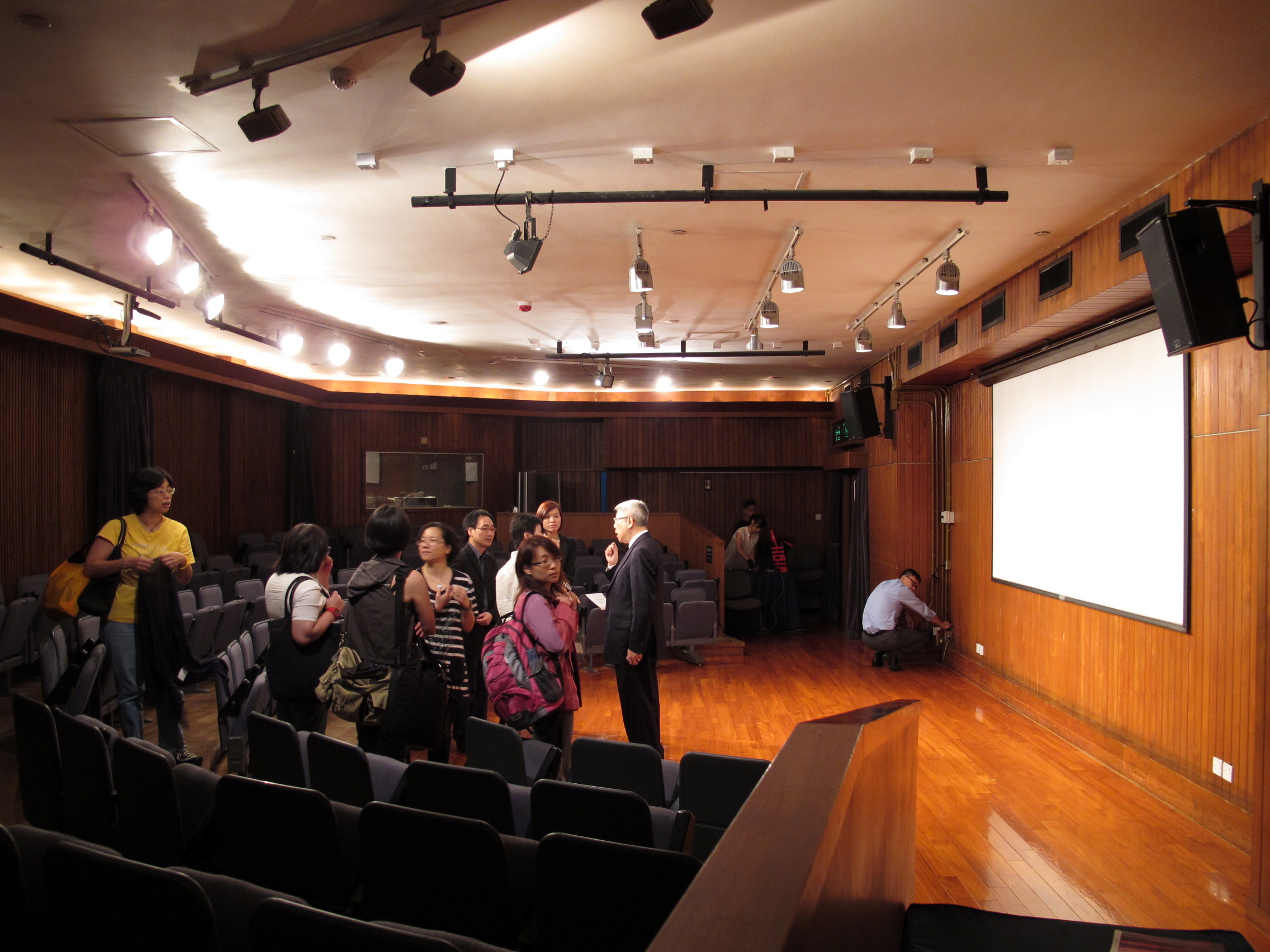
Petit théâtre dans le bloc supérieur en mai 2012.
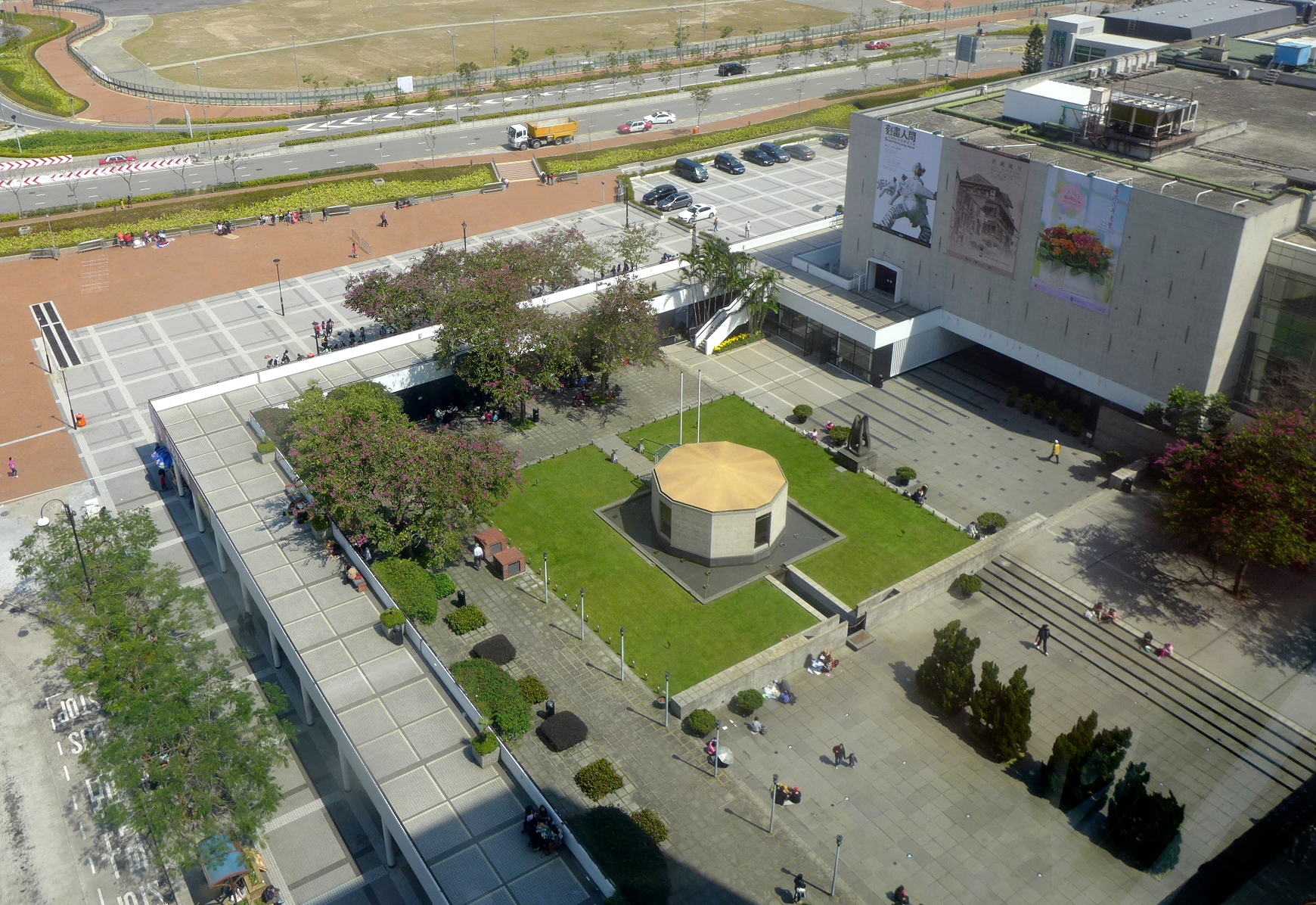
Le jardin mémorial en février 2014.
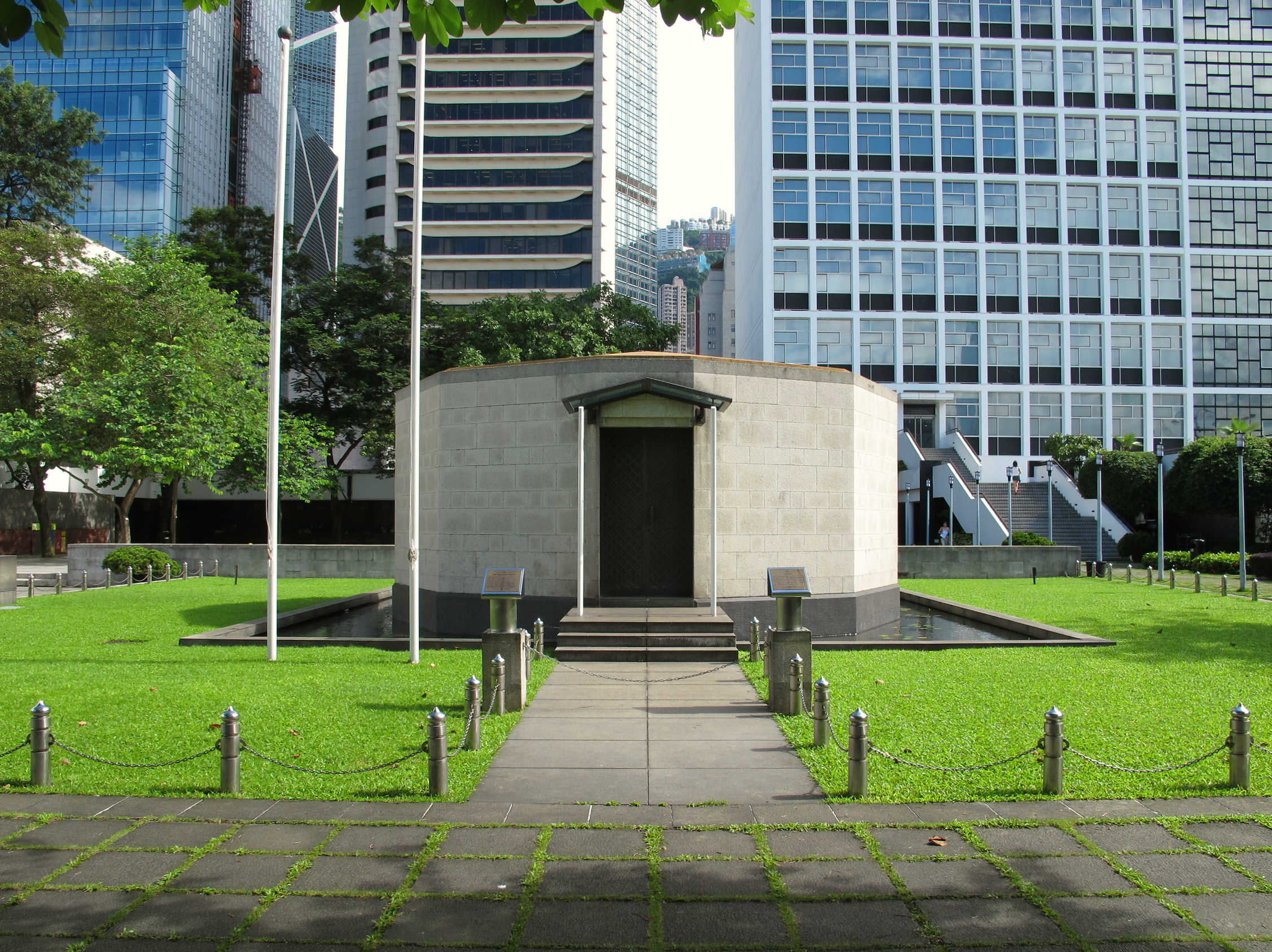
Le sanctuaire commémoratif aux victimes de la guerre en juillet 2012.

## Installations
Le deuxième et actuel complexe de l'hôtel de ville comprend deux bâtiments, un jardin et un parking de trois étages.
Le bloc supérieur, un bâtiment de 11 étages, se trouve à l'extrémité sud-ouest et abrite un certain nombre d'installations gouvernementales, notamment :
- la bibliothèque publique de l'hôtel de ville, un établissement de huit étages, qui servait autrefois de bibliothèque centrale de Hong Kong (du 9e au 11e étages)
- une galerie d'exposition de 24 m2
- une salle de récital de 111 places.
- des salles de commission : deux salles de commission de 40 places (au 7e étage)
- un registre des mariages (au 1er étage)
- un stand de restauration rapide, gérée par Maxim's Caterers (en) : MX

Le bloc inférieur de 3 étages se trouve à l'extrémité est, avec les installations suivantes :
- une salle de concert, avec 1 434 places assises et 60 places debout au niveau mezzanine.
- des restaurants et un café, gérés par Maxim's Caterers : cuisines continentale (Deli and Wine), chinoise (City Hall Maxim's Palace) et européenne (City Hall Maxim's Café)
- la billetterie URBTIX
- un hall d'exposition de 590 m2
- un théâtre de 463 places.
- une boutique des arts de la scène
- un guichet de requête

### Étages du bloc supérieur

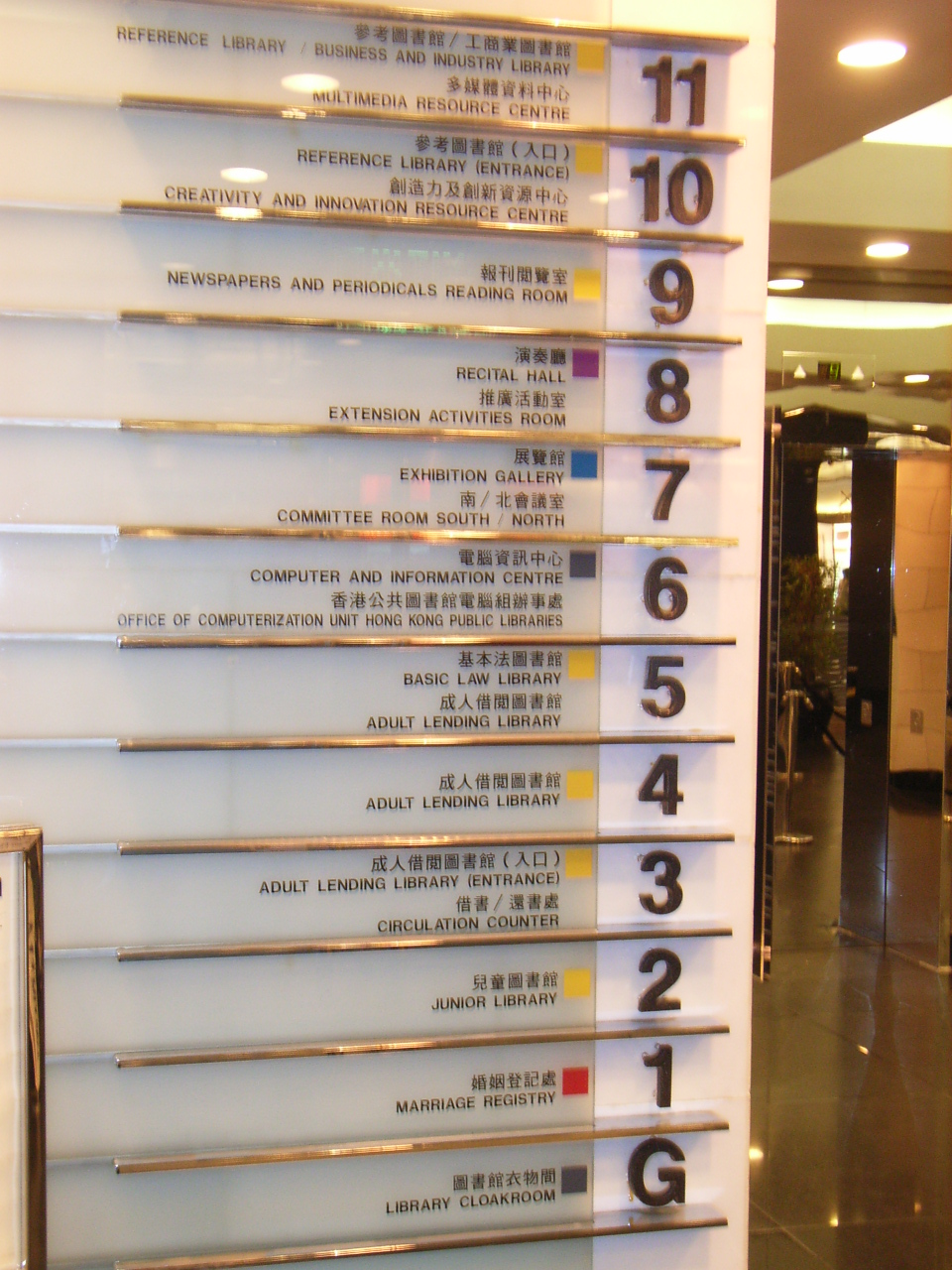
Présentation des étages du bloc supérieur.

| 11e étage       | Bibliothèque de référence / Bibliothèque des entreprises et de l'industrie Centre de ressources multimédia       |
| 10e étage       | Bibliothèque de référence (entrée) Centre de ressources pour la créativité et l'innovation                       |
| 9e étage        | Salle de lecture des journaux et périodiques                                                                     |
| 8e étage        | Salle de récital Salle d'activités                                                                               |
| 7e étage        | Galerie d'exposition Salle de commission Sud/Nord                                                                |
| 6e étage        | Centre d'informatique et d'information Bureau de l'unité d'informatisation, Bibliothèques publiques de Hong Kong |
| 5e étage        | Bibliothèque de droit fondamental Bibliothèque de prêt pour adultes                                              |
| 4e étage        | Bibliothèque de prêt pour adultes                                                                                |
| 3e étage        | Bibliothèque de prêt pour adultes (entrée) Comptoir de circulation                                               |
| 2e étage}       | Bibliothèque junior                                                                                              |
| 1er étage       | Registre de mariage                                                                                              |
| Rez-de-chaussée | Vestiaire de la bibliothèque                                                                                     |